# Jaap Haartsen
 (mai 2020).
Si vous disposez d'ouvrages ou d'articles de référence ou si vous connaissez des sites web de qualité traitant du thème abordé ici, merci de compléter l'article en donnant les références utiles à sa vérifiabilité et en les liant à la section « Notes et références ».
Jacobus Cornelis Haartsen (né le 13 février 1963 à La Haye, Pays-Bas) est un ingénieur électrotechnicien, chercheur, inventeur et entrepreneur néerlandais, surtout connu pour son rôle dans le développement de la spécification du Bluetooth.
Il a obtenu sa maîtrise ès sciences en 1986 en génie électrique (avec mention) à l'université de technologie de Delft. Après une brève période chez  Siemens à La Haye et Philips à Eindhoven, il a poursuivi ses études et a obtenu en 1990 un doctorat de l'université de technologie de Delft (également avec mention) en soutenant la thèse intitulée Programmable surface acoustic wave detection in silicon: design of programmable filters. À partir de 1991, il a travaillé pour Ericsson, d'abord aux États-Unis entre 1991 et 1993, puis en Suède entre 1993 et 1997. Alors qu'il travaillait pour la division des terminaux mobiles d'Ericsson à Lund, il a développé la spécification du Bluetooth. Plus tard, en 1997, il a rejoint la division d'Ericsson à Emmen. Entre 2000 et 2008, il a été professeur à temps partiel à l'université de Twente, où il a enseigné les systèmes de communication radio mobile. Actuellement, il est expert en communications sans fil chez Plantronics. En 2015, il a été intronisé au National Inventors Hall of Fame.
Dans une interview paru le 24  avril 2020, il indique que dans le cas d'applications de recherche de contact utilisant la technologie Bluetooth, la distance ne peut être déterminée avec certitude et ce qui peut conduire à des résultats non fiables.